# Josef Vítězslav Šimák

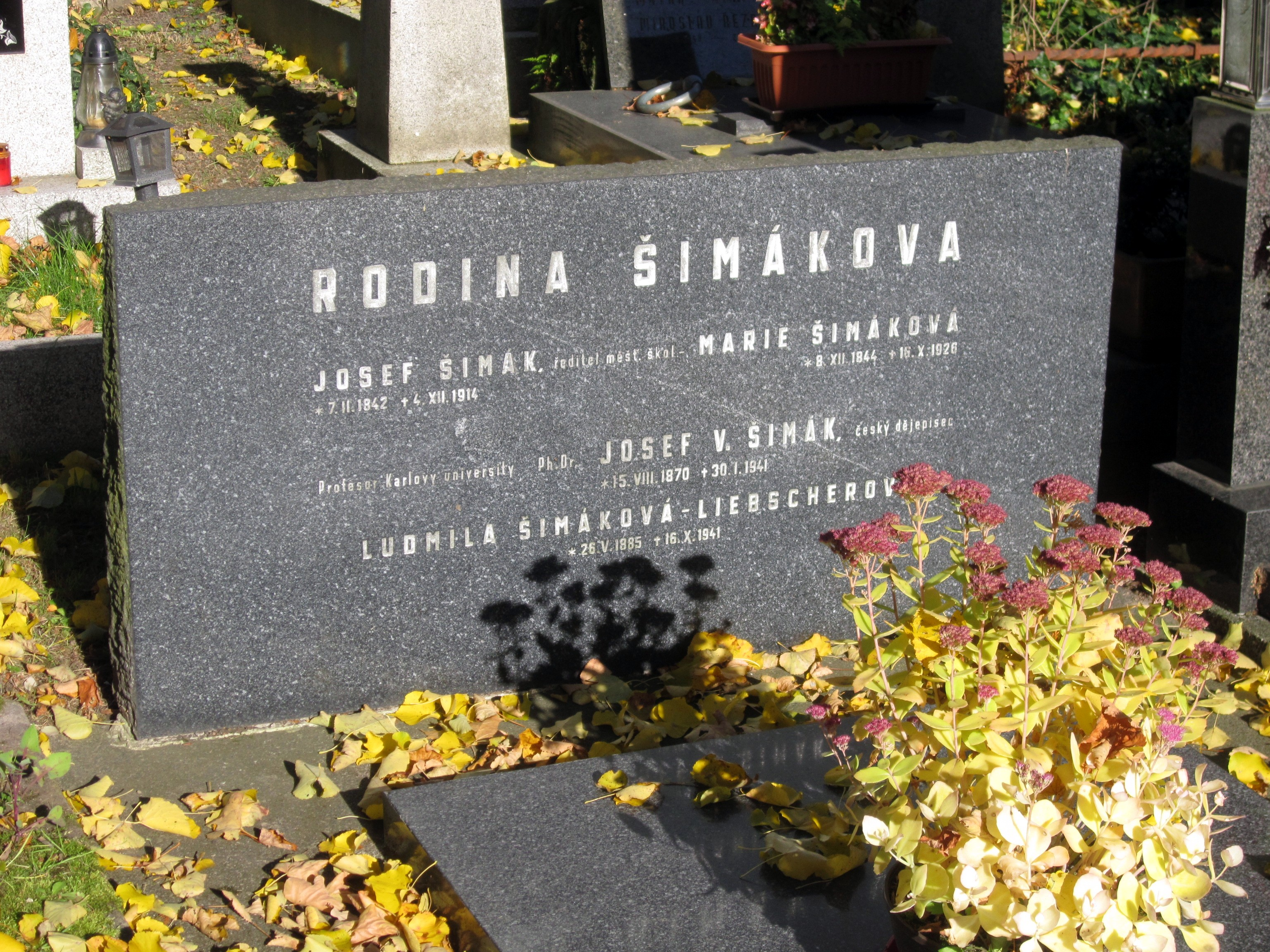
Šimáks Grab in Turnov

Josef Vítězslav Šimák (* 15. August 1870 in Turnau, Österreichisch-Ungarische Monarchie; † 30. Januar 1941 in Prag) war ein Historiker und ab 1921 Professor an der Karls-Universität Prag.

## Jugend
Der Sohn des Direktors der Bürgerschule in Turnau, wurde vor allem von seiner Mutter, einer Lehrerin, gefördert. Durch sie lernte er früh lesen und wurde an die Dichtkunst herangeführt. Der junge Šimák interessierte sich bald für alte Chroniken, Rittersagen und Kalender. In der Schule beeinflussten ihn vor allem historische Geschichten der Schriftsteller Prokop Chocholoušek und Václav Beneš Třebízský. Sein großes Vorbild war jedoch der Historiker Alois Jirásek. In Turnau lernte er auch Josef Pekař kennen, mit dem er später das Gymnasium in Jungbunzlau besuchte. Die Liebe zur Heimat und deren Burgen, Schlössern und Ruinen führte beide Jugendliche zum Studium der Geschichte.

## Werdegang
Geschichte studierte Šimák an der Universität Prag, wo er 1895 promoviert wurde. Danach war er Lehrer am Gymnasium an der Prager Kleinseite, wechselte nach einem Jahr auf das Realgymnasium in Pardubitz und ein Jahr später zurück nach Prag. Von 1900 an lehrte er 21 Jahre lang an der Höheren Mädchenschule in Prag; nebenberuflich widmete er sich dem Studium der Archäologie. Daneben veröffentlichte er mehrere wissenschaftliche Abhandlungen.
1921 wurde er zum ordentlichen Professor der geschichtlichen Heimatkunde an der Karls-Universität ernannt. Einige Jahre war er Direktor des historischen Seminars und Konservator des Ministeriums für das Schulwesen und nationale Aufklärung. Daneben war er ordentliches Mitglied der Tschechischen Akademie der Wissenschaften und Künste, außerordentliches Mitglied des Bildungsvereins, Mitglied der landwirtschaftlichen Vereinigung und Ehrenmitglied des Vereins der Altertumsfreunde. Insgesamt hielt er über 400 Vorträge.

## Beziehung zur Heimat
Šimák war seinem Geburtsort Turnau sehr verbunden. Ihm widmete er einen Großteil seiner wissenschaftlichen Forschungen. 1886 gründete er das Museum des Böhmischen Paradieses in Turnau, in dem er lange Zeit mitarbeitete. Er nahm an archäologischen Ausgrabungen teil, die er zum Teil auch leitete. 
Nach Šimák wurde vom tschechischen Touristenklub ein Wanderweg von Turnov über Klokočské skály, Betlémské skály nach Kozákov benannt (Šimákova stezka).

## Werke
Die meisten Werke widmete er seiner Heimatregion. Darunter gehören Geschichte der Stadt Turnau in drei Bänden sowie Denkmäler der politischen Bezirke Turnau und Münchgrätz. Daneben beschäftigte er sich mit der geschichtlichen Entwicklung im späten Mittelalter.

## Werke in deutscher Sprache
- Das Eindringen der Deutschen in Böhmen durch die Kolonisation im 13. und 14. Jahrhundert. Übersetzung der Publikationsstelle des Preußischen Geheimen Staatsarchivs. Publikationsstelle des Preußischen Geheimen Staatsarchivs, Berlin-Dahlem 1940 (übersetzt aus: Pronikání němců do čech: Kolonisací ve 13. a 14. století. Laichter, Prag 1938).
- Historický vývoj Čech severovýchodních. In: Od kladského pomezí, Jahrgang IX, 1931/1932, S. 51–58, 81–86, 99–104, 114–117, 130–135 online, aufgerufen 22. Oktober 2016